# Fix You
Fix You è un singolo del gruppo musicale britannico Coldplay, pubblicato il 5 settembre 2005 come secondo estratto dal terzo album in studio X&Y.

## Descrizione
Il brano, scritto da Chris Martin, non è dedicato a una persona in particolare ma potrebbe essere riferito all'allora moglie Gwyneth Paltrow dopo la scomparsa del padre di lei.

## Video musicale
Il videoclip del brano mostra Chris Martin mentre cammina su una strada cantando. È stato girato quasi interamente in slow motion e, dal minuto 1:35 al minuto 2:27, è visibile, su un edificio alle spalle di Martin, la scritta "Make trade fair" in codice Baudot, il medesimo sistema utilizzato anche per le copertine dei singoli e dell'album.
Nella parte finale, appena dopo l'inizio dell'assolo di chitarra elettrica, Martin inizia a correre e raggiunge il palcoscenico. L'ultima strofa è cantata assieme al pubblico: queste scene furono girate durante i concerti del 4 e 5 luglio 2005 al Reebok Stadium di Horwich.

## Tracce
CD promozionale (Europa)
1. Fix You – 4:57
2. Fix You (Edit) – 4:09

CD singolo (Australia, Messico, Regno Unito)
1. Fix You (Edit) – 4:37
2. The World Turned Upside Down – 4:32
3. Pour Me (Live at the Hollywood Bowl) – 5:03
4. Fix You (Video) – 4:56 – assente nell'edizione australiana

CD singolo (Europa), 7" (Regno Unito)
1. Fix You (Edit) – 4:37
2. The World Turned Upside Down – 4:32

## Formazione
Gruppo
- Chris Martin – voce, pianoforte
- Jonny Buckland – chitarra
- Guy Berryman – basso
- Will Champion – batteria

Altri musicisti
- Audrey Riley – arrangiamento strumenti ad arco, strumenti ad arco
- Chris Tombling – strumenti ad arco
- Richard George – strumenti ad arco
- Greg Warren Wilson – strumenti ad arco
- Laura Melhuish – strumenti ad arco
- Sue Dench – strumenti ad arco
- Peter Lale – strumenti ad arco
- Ann Lines – strumenti ad arco
- Mark Phytian – effetti sonori al computer
- Carmen Rizzo – effetti sonori al computer
- Rob Smith – effetti sonori al computer, assistenza tecnica

Produzione
- Danton Supple – produzione
- Coldplay – produzione
- Keith Gore – ingegneria Pro Tools
- Michael H. Brauer – missaggio
- George Marino, Chris Athens – mastering
- Jon Bailey – assistenza tecnica
- Will Hensley – assistenza tecnica
- Jake Jackson – assistenza tecnica
- Mar Lejeune – assistenza tecnica
- Taz Mattar – assistenza tecnica
- Adam Noble – assistenza tecnica
- Mike Pierce – assistenza tecnica
- Dan Parter – assistenza tecnica
- Tim Roe – assistenza tecnica
- Brian Russell – assistenza tecnica
- Adam Scheuermann – assistenza tecnica
- Brad Spence – assistenza tecnica
- Jon Withnal – assistenza tecnica
- Andrea Wright – assistenza tecnica

## Classifiche
| Classifica (2005-25)             | Posizione massima |
| -------------------------------- | ----------------- |
| Argentina                        | 99                |
| Australia                        | 25                |
| Austria                          | 58                |
| Belgio (Fiandre)                 | 55                |
| Belgio (Vallonia)                | 53                |
| Emirati Arabi Uniti              | 15                |
| Francia                          | 189               |
| Germania                         | 65                |
| Grecia                           | 99                |
| Hong Kong                        | 22                |
| Irlanda                          | 8                 |
| Italia                           | 13                |
| Malaysia                         | 14                |
| Nuova Zelanda                    | 17                |
| Paesi Bassi                      | 54                |
| Polonia                          | 4                 |
| Portogallo                       | 20                |
| Regno Unito                      | 4                 |
| Singapore                        | 6                 |
| Spagna                           | 6                 |
| Stati Uniti                      | 59                |
| Stati Uniti (adult top 40)       | 24                |
| Stati Uniti (alternative)        | 18                |
| Stati Uniti (rock & alternative) | 14                |
| Svezia                           | 26                |
| Svizzera                         | 53                |

## Cover
- Gli Yellowcard hanno realizzato una cover di questa canzone come bonus track dell'album del 2012 Southern Air.